# Cristian Avram
Cristian Avram (ur. 27 lipca 1994 w Anenii Noi) – mołdawsko-rumuński piłkarz, występujący na pozycji bramkarza w azerskim klubie Araz Nachiczewan oraz w reprezentacji Mołdawii.

## Statystyki

### Klubowe
Na podstawie:
| Klub                   | Sezonów | Liga                      | Liga  | Liga   | Puchar krajowy | Puchar krajowy | Kontynentalne | Kontynentalne | Suma  | Suma   |
| Klub                   | Sezonów | Liga                      | Mecze | Bramki | Mecze          | Bramki         | Mecze         | Bramki        | Mecze | Bramki |
| ---------------------- | ------- | ------------------------- | ----- | ------ | -------------- | -------------- | ------------- | ------------- | ----- | ------ |
| Academia UTM Kiszyniów | 5       | Divizia Națională         | 94    | 0      | 0              | 0              | –             | –             | 94    | 0      |
| Dacia Kiszyniów        | 1       | Divizia Națională         | 7     | 0      | 0              | 0              | 0             | 0             | 7     | 0      |
| Dinamo-Auto Tyraspol   | 1       | Divizia Națională         | 34    | 0      | 0              | 0              | –             | –             | 34    | 0      |
| Petrocub Hîncești      | 2       | Divizia Națională         | 57    | 0      | 3              | 0              | 11            | 0             | 71    | 0      |
| FC Buzău               | 1       | Liga II                   | 3     | 0      | 2              | 0              | –             | –             | 5     | 0      |
| Araz Nachiczewan       | 1       | Azərbaycan Premyer Liqası | 12    | 0      | 0              | 0              | –             | –             | 12    | 0      |
|                        | Łącznie | Łącznie                   | 207   | 0      | 5              | 0              | 11            | 0             | 223   | 0      |

### Reprezentacyjne
Na podstawie:
| Występy i gole w reprezentacji | Występy i gole w reprezentacji | Występy i gole w reprezentacji | Występy i gole w reprezentacji | Występy i gole w reprezentacji | Występy i gole w reprezentacji | Występy i gole w reprezentacji | Występy i gole w reprezentacji | Występy i gole w reprezentacji |
| Lp.                            | Data                           | Miasto                         | Przeciwnik                     | Wynik                          | Czas                           | Gole                           | Inne                           | Rozgrywki                      |
| ------------------------------ | ------------------------------ | ------------------------------ | ------------------------------ | ------------------------------ | ------------------------------ | ------------------------------ | ------------------------------ | ------------------------------ |
| 1.                             | 06.06.2021                     | Kiszyniów                      | Azerbejdżan                    | 1:0 (1:0)                      | 1'–90'                         |                                |                                | mecz towarzyski                |
| 2.                             | 01.09.2021                     | Kiszyniów                      | Austria                        | 0:2 (0:1)                      | 1'–90'                         |                                |                                | Eliminacje MŚ 2022             |
| 3.                             | 04.09.2021                     | Glasgow                        | Szkocja                        | 0:1 (0:1)                      | 1'–90'                         |                                |                                | Eliminacje MŚ 2022             |
| 4.                             | 07.09.2021                     | Thorshavn                      | Wyspy Owcze                    | 1:2 (0:0)                      | 1'–90'                         |                                |                                | Eliminacje MŚ 2022             |
| 5.                             | 09.10.2021                     | Kiszyniów                      | Dania                          | 0:4 (0:4)                      | 1'–90'                         |                                |                                | Eliminacje MŚ 2022             |
| 6.                             | 12.10.2021                     | Beer Szewa                     | Izrael                         | 1:2 (0:2)                      | 1'–90'                         |                                |                                | Eliminacje MŚ 2022             |
| 7.                             | 18.01.2022                     | Antalya                        | Uganda                         | 2:3 (2:1)                      | 1'–46'                         |                                |                                | mecz towarzyski                |
| 8.                             | 21.01.2022                     | Aksu                           | Korea Południowa               | 0:4 (0:2)                      | 1'–90'                         |                                |                                | mecz towarzyski                |

## Sukcesy
Na podstawie:

### Klubowe
Z Petrocubem:
- Puchar Mołdawii 2019/20